# نیروگاه سیکل ترکیبی خیام
نیروگاه سیکل ترکیبی نیشابور (در نزدیکی شهر نیشابور، جاده سبزوار شمال شهر نیشابور، تأسیس ۱۳۷۲)، یکی از نیروگاه‌های ایران از نوع سیکل ترکیبی با ظرفیت تولید ۱۱۱۰٫۶ مگاوات (گازی ۴/۱۲۳×۶ + بخاری ۴/۱۲۳×۳) است.
این نیروگاه توسط شرکت‌های ای.جی. تی و سزلک ساخته شد و مشاور دوره احداث آن شرکت مهندسین مشاور نیرو بوده‌است.
نوع سوخت این نیروگاه، گاز طبیعی و گازوئیل است. این نیروگاه دارای ۳ماژول (۶توربین گاز و ۳توربین بخار در مجموع) می‌باشد.
درحال حاضر انرژی تولیدی توسط این نیروگاه در نیشابور و استان‌های خراسان و گلستان مورد استفاده قرار گرفته و شبکه انتقال سراسری برق را در ایران نیز تغذیه می‌کند. این نخستین نیروگاه استان خراسان است که تمام مراحل نصب و راه‌اندازی آن توسط کارشناسان داخلی انجام شده‌است.
این نیروگاه حدود ۳۰٪ برق خراسان رضوی وبخشی از استان سمنان، برق واحدهای صنعتی شامل فولاد خراسان و ۲٪ برق کل کشور را فراهم می‌نماید. مالکیت این نیروگاه از سال ۱۳۹۳ در اختیار شرکت سایناگستر پردیسان می‌باشد.

## نگارخانه

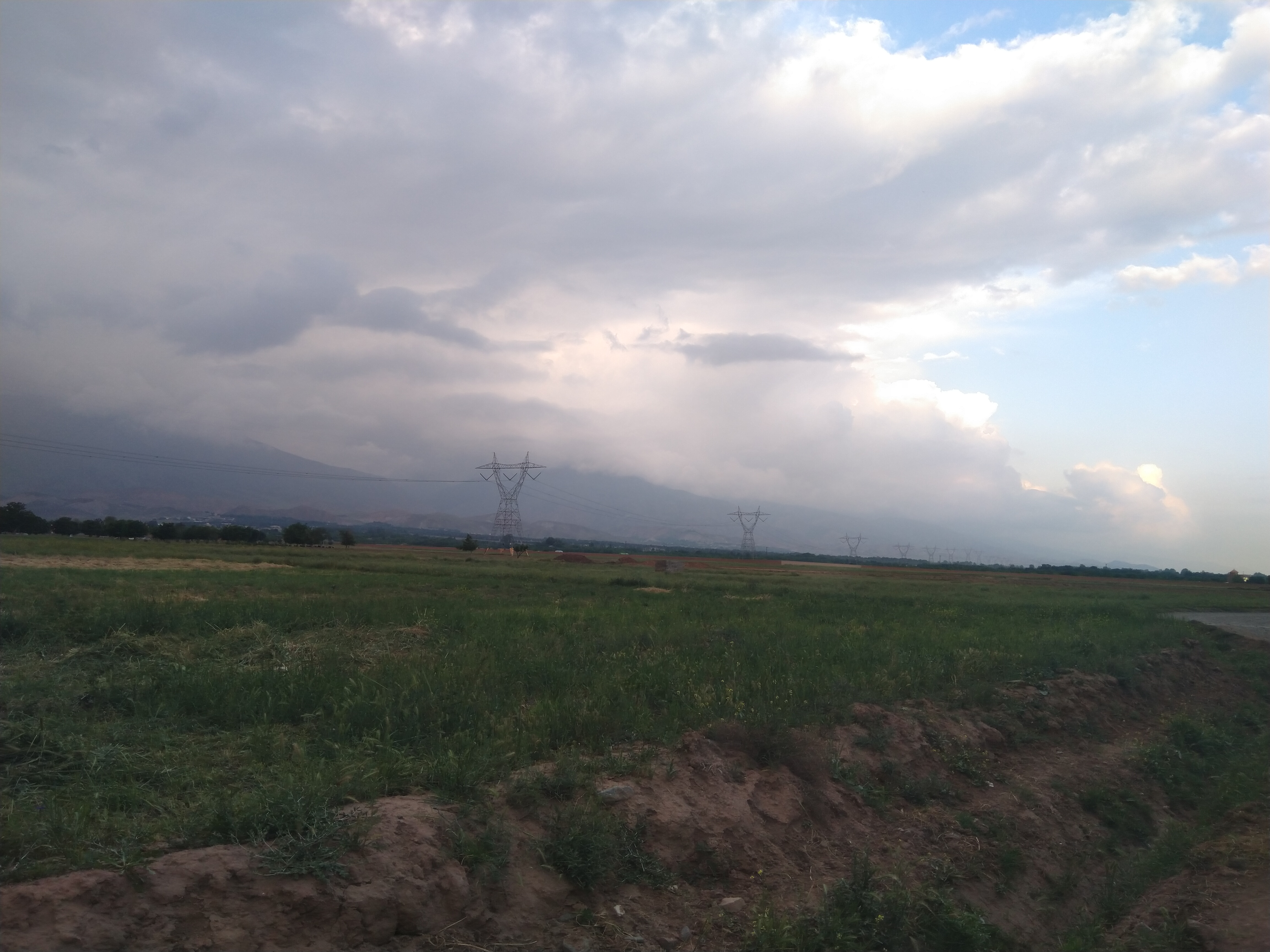
دکل‌های برق نیروگاه سیکل ترکیبی نیشابور در جاده باغرود نیشابور.